# Johann August Krafft
Johann August Krafft (Altona, 28 aprile 1798 – Roma, 19 dicembre 1829) è stato un pittore e incisore tedesco.

## Biografia

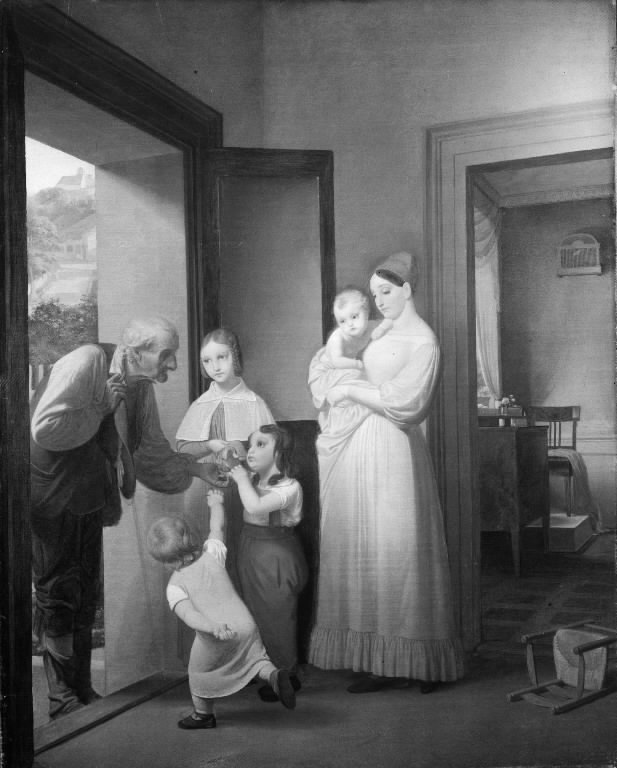
Un vecchio mendicante alla porta assieme ai molti figli della casa, Statens Museum for Kunst, Copenaghen

Rimasto orfano fin dalla tenera età dopo la morte del mercante Johann Heinrich Krafft e di Maria Catharina Feddersen, Krafft fu educato dai genitori adottivi.
Già da giovane si appassionò all'arte e i suoi disegni convinsero i concittadini a pagargli le spese per gli studi alla Accademia di Copenaghen nel 1816, dove si mise in evidenza vincendo, negli anni seguenti, numerosi premi.
Nella città danese strinse amicizia, tra gli altri, con il collega Eckersberg, seppur non partecipando attivamente alla sua scuola, oltre che con lo scultore Herman Wilhelm Bissen.
Ritornato ad Altona nel 1819, grazie alle entrate per alcuni ritratti e il sostegno di amici, ben presto si trasferì a Dresda, per frequentare l'Accademia locale guidata dallo storico dell'arte Hartmann, anche se i due avevano un temperamento differente e Krafft prediligeva la pittura en plein air.
Successivamente si spostò a Monaco di Baviera, dove realizzò dipinti storici e disegni sulla natura, ad Innsbruck e a Vienna nel 1823, dove rimase per tre anni circa, eseguendo pregevoli acquerelli, alcuni dei suoi capolavori, tra i quali La donna anziana in un cappello di pelliccia e La compagnia quotidiana nella Coffee House londinese.
Dopo un viaggio in Ungheria, a causa delle non buone condizioni di salute, soggiornò a Roma, dall'ottobre del 1826, sia per la ricerca di climi caldi sia per approfondire le sue competenze, eseguendo importanti disegni e alcuni dipinti a olio, in particolare rappresentazioni rurali della zona intorno alla città.
Tra i disegni realizzati nella città capitolina, si annoverano una serie di 'scene infantili' ed il celebre dipinto Carnevale romano (1828, Museo Thorvaldsen di Copenaghen).
Krafft si dedicò anche ai ritratti, tra i quali il più significativo risultò quello del mugnaio Jacob Wilder (Kunsthalle di Amburgo), caratterizzatosi per l'immediatezza e freschezza in stile romantico Biedermeier.
Krafft eseguì anche scene di genere e non ultimò il dipinto dei Mendicanti tirolesi (Kunstmuseum di Copenaghen).
La maggior parte della raccolta di disegni di Krafft è conservata al Museo Thorvaldsen e al Kupferstichkabinett di Copenaghen.
Di Krafft si ricordano la personalità nobile, calorosa e un talento non comune per la pittura.